# 新調理システム
新調理システム（しんちょうりシステム）とは、以下の3調理法を総じて言った呼称。
クックチル
調理加熱後、急速冷却し、冷蔵保存することにより、食中毒の危険性を減らし、一定期間の保存に耐えられるようにした調理法。
クックフリーズ
調理加熱後、急速冷却し、冷凍保存することにより、食中毒の危険性を減らし、一定期間の保存に耐えられるようにした調理法。
真空調理法
真空調理（低温調理）を行った後、冷蔵、冷凍し、食中毒の危険性を減らし、一定期間の保存に耐えられるようにした調理法。
これに対し、従来から行われている調理法で、加熱等の調理後、すぐに供する調理法をクックサーブと呼ぶ。

## 概要
給食業界では、当日調理、当日喫食という食事提供形態をとっていたが、朝食を準備するには早朝から勤務を行う必要があったりと労務面での問題があった。喫食日以前に調理を完了し、保存をしておき、喫食直前に再加熱して給食を提供することができれば、当日の準備作業時間は短縮され、労務環境の改善が期待できる。しかしながら、食中毒が起こらないよう調理から保存までに菌が増殖しないようなプロセスを踏むことが必須でもあった。
食材の仕込みから、調理までの全てを現場で行う現地調理・クックサーブには「作りたての温かい食事を提供できる」というメリットがあるが、各現場のスタッフに高い調理技能が要求され、食材ロスや在庫管理も現場で行う必要もあり、スタッフの人数や労働時間が増加する。事前調理した料理を再加熱して盛り付けるだけの新調理システムでは各現場スタッフの調理技能はあまり問題にされなくなり、一定の品質の料理を提供できる。ただし、料理の品質については事前料理段階でほぼ決まるため、事前調理段階ではレシピ化や調理マニュアル化が必要となってくる。

## 調理と提供までの流れ
クックチル、クックフリーズの場合、料理の中心温度が75℃以上、1分間以上の加熱調理を行う。二枚貝など、ノロウイルスのおそれがある食材は、85℃以上、90秒間以上の加熱調理を行う。真空調理法の場合、下ごしらえした食材を真空パック詰めし、低温加熱殺菌を行う。
加熱調理後、30分以内に冷却を開始し、90分以内に中心温度が3℃以下になるよう急速冷凍する。
保管中および移送中は0℃から3℃に冷蔵保存する。再加熱前に料理の温度が10℃以上になったものは提供せずに廃棄する。
再加熱は料理の中心温度が75℃以上、1分間以上の加熱を行い、ノロウイルスのおそれがある食材は、85℃以上、90秒間以上の加熱を行う。再加熱後は65℃で保管し、2時間以内に提供する。

## アメリカ合衆国
アメリカ合衆国では、クックチルが法令化されており、従来通りの冷蔵庫内冷却も認められ、次のような規定となっている。
1. 加熱調理後2時間以内に21℃、さらに4時間以内に7℃まで冷却の場合、4日間の保存期間
2. 加熱調理後2時間以内に21℃、さらに4時間以内に5℃まで冷却の場合、7日間の保存期間

（アメリカ Food Code 3-501.14)

## ニュークックチル
クックチルでは料理を再加熱後に盛り付けて提供するが、冷却した料理を食器に盛り付けた状態でチルド保存しておくことで、再加熱後は盛り付け済となっているようなシステムをニュークックチルと呼ぶ。
再加熱後の料理の盛り付け作業に箸やトングなどを使用せず、調理用手袋をつけた状態で作業ができることから、作業時間の短縮が図れる。またニュークックチルでは再加熱の時点で盛り付けが終わっているため、再加熱後の配膳までの時間も短縮できる。
製造時の観点では、冷たい状態で料理を盛り付けるため、盛り付け時に食中毒のリスクが低減できることがメリットに挙げられる。
デメリットとしては、再加熱においては「再加熱機器」と呼ばれる専用機器が必要となってくるため、導入コストがかさむ点が挙げられる。